# Товстий лорі
Товстий лорі (Nycticebus) — рід нічних мокроносих приматів родини лорієвих (Lorisidae).

## Поширення
Товсті лорі живуть на північному сході Індії, в східній частині Бангладешу, в Індокитаї та Індонезії.

## Опис
У товстих лорі, як і у всіх представників родини, практично відсутній хвіст. Вірніше, він є, але настільки маленький, що помітний тільки при обмацуванні. Розмір їх тіла варіює від 18 до 38 см завдовжки, а вага знаходиться в межах півтора кілограма. Це одні з небагатьох лорієвих, характер яких дозволяє утримувати їх у неволі.
Nycticebus pygmaeus — отруйний. На згині його ліктів розташовані залози, що виділяють особливу речовину, яка, змішуючись зі слиною, перетворюється на досить сильну отруту. У дикій природі вони використовують її для захисту малюків від хижаків: облизують шерсть дитинчати і вона стає отруйною. Крім того, за частого контакту секрету ліктьових залоз зі слиною, укуси цих тварин також отруйні.

## Спосіб життя
Ведуть нічний спосіб життя, через що їм і потрібні такі великі очі. Живуть поодинці, рідше парами або нестабільними групками. Причому ділянка одного самця зазвичай включає кілька ділянок самок. Коли одна з них готова до запліднення, в її сечі з'являються спеціальні феромони, які і привертають самця.
Живляться товсті лорі комахами, пташиними яйцями, пташенятами і їх дрібними батьками, різними гризунами, фруктами та нектаром. Вони не конфліктують один з одним при добуванні їжі. Зазвичай зустрічі «сусідів» закінчуються демонстрацією різних поз або взаємним грумінгом. Цікаво, що для цієї мети у товстого лорі навіть є спеціальний інструмент — «косметичний» кіготь, розташований на другому пальці ніг, у той час як всі інші пальці забезпечені звичайними нігтями.

### Розмноження
Вагітність триває трохи менше трьох місяців і закінчується народженням одного дитинчати. Новонароджений відразу ж хапається за хутро матері й не відпускає його найближчі 14 днів. Правда, вже через добу після появи на світ він може чіплятися і за гілки дерев, але воліє бути ближче до материнського соска.
Цікаво, що в дикій природі самці товстих лорі не беруть участь у вихованні своїх нащадків, а от у неволі деякі з них буквально забирають малюка у матері, носять його на собі й захищають, віддаючи їй лише в моменти годування.

## Класифікація
- Nycticebus bancanus (Lyon, 1906)
- Nycticebus bengalensis (Lacépède, 1800)
- Nycticebus borneanus (Lyon, 1906)
- Nycticebus coucang (Boddaert, 1785)
- Nycticebus javanicus É. Geoffroy, 1812
- Nycticebus hilleri (Stone and Rehn, 1902)
- †Nycticebus linglom Mein & Ginsburg, 1997
- Nycticebus kayan Munds, Nekaris & Ford, 2012
- Nycticebus menagensis (Lydekker, 1893)